# 豪登都市鐵路
豪登都市鐵路是南非豪登省的通勤鐵路服務網絡，服務約翰內斯堡和比勒陀利亞都市區。其由南非客運鐵路局的都市鐵路部門營運。
地鐵路線從約翰內斯堡公園車站、東蘭德的傑米斯頓站和比勒陀利亞車站三個主要樞紐延伸至整個豪登省。路線服務約翰內斯堡市中心、東蘭德、索韋托、瓦爾三角、西蘭德、比勒陀利亞市中心以及比勒陀利亞北部、東部和西部郊區。
沒有豪登都市鐵路的主要區域包括約翰內斯堡北部和西部郊區、桑頓、蘭德堡以及比勒陀利亞東南郊區。現在，新的快速鐵路系統豪登列車為約翰內斯堡北部的一些郊區提供服務。

## 路線
豪登都市鐵路包括以下路線：
- 約翰內斯堡–杜恩斯瓦爾特–大衛頓：服務約翰內斯堡、傑米斯頓、博克斯堡（英语：Boksburg）和大衛頓（英语：Daveyton）
- 約翰內斯堡–斯普林斯：服務約翰內斯堡、傑米斯頓、博克斯堡、伯諾尼（英语：Benoni, Gauteng）、布拉克潘（英语：Brakpan）和斯普林斯（英语：Springs, Gauteng）
- 斯普林斯–尼格爾：服務斯普林斯和尼格爾（英语：Nigel, Gauteng）
- 傑米斯頓–庫威西尼：服務傑米斯頓和凱特勒洪（英语：Katlehong）
- 傑米斯頓–克利普利維埃爾–弗里尼欣：服務傑米斯頓、凱特勒洪、邁耶頓和弗里尼欣
- 傑米斯頓–新加拿大：服務傑米斯頓和約翰內斯堡市中心以南的珊瑚礁
- 約翰內斯堡–新加拿大–弗里尼欣：服務約翰內斯堡、奧蘭多（英语：Orlando, Soweto）、尼拉西亞（英语：Lenasia）、瑟布肯（英语：Sebokeng）和弗里尼欣
- 約翰內斯堡–奧伯霍澤：服務約翰內斯堡、奧蘭多、韋斯托納里亞和卡雷頓維爾
- 喬治戈奇–約翰內斯堡–納萊迪：服務約翰內斯堡和索韋托
- 約翰內斯堡–蘭德方丹：服務約翰內斯堡、魯德普特（英语：Roodepoort）、克魯格斯多普和蘭德方丹
- 約翰內斯堡–內拉納/比勒陀利亞：服務約翰內斯堡、傑米斯頓、肯普頓公園、滕比薩（英语：Tembisa）、杉球恩（英语：Centurion, Gauteng）和比勒陀利亞
- 比勒陀利亞–薩烏爾思維爾：服務比勒陀利亞、比勒陀利亞西部和亞特山維爾（英语：Atteridgeville）
- 比勒陀利亞/貝麗·歐姆布內–德·威爾特/馬保皮恩：服務比勒陀利亞、比勒陀利亞北部、加-蘭古華（英语：Ga-Rankuwa）和索肖古維
- 比勒陀利亞–皮亞納斯波爾特：服務比勒陀利亞、哈特菲爾德（英语：Hatfield, Pretoria）和馬摩洛迪（英语：Mamelodi）
- 海格力斯–首都公園–皮亞納斯波爾特：服務比勒陀利亞北部和馬摩洛迪

## 外部連結
- Metrorail official website（页面存档备份，存于）
  - Gauteng Rail Map （页面存档备份，存于）